# Списак споменика НОБ у Македонији
Списак споменика посвећених Народноослободилачкој борби, од 1941. до 1945. године, као и народним херојима и истакнутим личностима Народноослободилачког покрета који се налазе у Северној Македонији. Због обимности чланак је подељен у три целине.

## Меморијални комплекси
| Меморијални комплекси посвећени Народноослободилачкој борби на територији Северне Македоније |                                                 |          |                                                  |                                                                  |          |
| Слика                                                                                        | назив меморијалног комплекса                    | локација | посвећен                                         | аутор/и и година постављања                                      | напомена |
|                                                                                              | Меморијални комплекс „Палим борцима Револуције“ | Штип     | Борцима НОВЈ погинулим у НОБ                     | архитекта Богдан Богдановић, 1974.                               | —        |
|                                                                                              | Партизанско гробље на Бутелу                    | Скопље   | Палим борцима НОВЈ и жртвама фашизма из Скопља   | вајар Јордан Грабулоски и архитекта Душан Пецовски, 1961.        | —        |
|                                                                                              | Партизанско гробље у Битољу                     | Битољ    | Жртвама фашизма и борцима НОВЈ погинулим у НОБ   | —                                                                | —        |
|                                                                                              | Партизанско гробље у Велесу                     | Велес    | Борцима НОВЈ погинулим у НОБ                     | —                                                                | —        |
|                                                                                              | Партизанско гробље у Гостивару                  | Гостивар | Борцима НОВЈ погинулим у НОБ                     | —                                                                | —        |
|                                                                                              | Партизанско гробље у Кочанима                   | Кочани   | Борцима НОВЈ погинулим у НОБ                     | —                                                                | —        |
|                                                                                              | Партизанско гробље у Крушеву                    | Крушево  | Борцима НОВЈ погинулим у НОБ                     | —                                                                | —        |
|                                                                                              | Партизанско гробље у Охриду                     | Охрид    | Борцима НОВЈ погинулим у НОБ                     | —                                                                | —        |
|                                                                                              | Партизанско гробље у Тетову                     | Тетово   | Борцима НОВЈ из Тетова и околине погинулим у НОБ | —                                                                | —        |
|                                                                                              | Споменик „Слобода“                              | Кочани   | Борцима НОВЈ погинулим у НОБ из Кочана и околице | сликар Глигор Чемерски и архитекта Радован Рађеновић, 1975-1977. | —        |

## Споменици НОБ
| Споменици посвећени Народноослободилачкој борби на територији Северне Македоније |                                                                         |                 | |                                                                                |          |
| Слика                                                                            | назив споменика                                                         | локација        | посвећен | аутор/и и година постављања                                                    | напомена |
|                                                                                  | „Македониум“                                                            | Крушево         | Палим борцима Илинденског устанка 1903. и НОВЈ у НОБ                                                                               | вајари Јордан Грабулоски и Искра Грабулоска, 1974.                             | —        |
|                                                                                  | „Непобеђени“                                                            | Прилеп          | Борцима НОВЈ погинулим у НОБ | архитекта Богдан Богдановић, 1961.                                             | —        |
|                                                                                  | „Снага, Слава и Победа“                                                 | Скопље          | Жртвама фашизма и борцима НОВЈ погинулим у НОБ                                                                                     | вајар Јордан Грабулоски, 1965.                                                 | —        |
|                                                                                  | Спомен-костурница у Велесу                                              | Велес           | Жртвама фашизма и борцима НОВЈ погинулим у НОБ                                                                                     | архитекта Саво Суботин, вајар Љубомир Деновић и сликар Петар Мазев, 1979-1980. | —        |
|                                                                                  | Спомен-костурница у Кавадарцима                                         | Кавадарци       | Жртвама фашизма и борцима НОВЈ погинулим у НОБ                                                                                     | архитекта Петар Муличкоски                                                     | —        |
|                                                                                  | Спомен-костурница у Кичеву                                              | Кичево          | Жртвама фашизма и борцима НОВЈ погинулим у НОБ                                                                                     | вајар Јордан Грабулоски, 1968.                                                 | —        |
|                                                                                  | Спомен-костурница у Куманову                                            | Куманово        | Жртвама фашизма и борцима НОВЈ погинулим у НОБ                                                                                     | вајар Сретен Стојановић и архитекта Коста Зордумис, 1957.                      | —        |
|                                                                                  | Спомен-костурница у Струмици                                            | Струмица        | Жртвама фашизма и борцима НОВЈ погинулим у НОБ                                                                                     | архитекта Благоја Колев, 1979-1982.                                            | —        |
|                                                                                  | Споменик депортованим Јеврејима                                         | Штип            | 561 Јевреју из Штипа, који су марта 1943. депортовани у Концентрациони логор Треблинка                                             | 1978.                                                                          | —        |
|                                                                                  | Споменик Једанаестом октобру 1941.                                      | Струмица        | Дану устанка народа Северне Македоније                                                                                             | —                                                                              | —        |
|                                                                                  | Споменик на месту куће првоборца Пере Накова                            | Скопље          | Борцу НОВЈ, Пери Накову | —                                                                              | —        |
|                                                                                  | Споменик на месту куће првоборца Душка Поповића                         | Скопље          | Борцу НОВЈ, Душку Поповићу | Петар Хаџи Бошков, 1977.                                                       | —        |
|                                                                                  | Споменик на месту куће првоборца Перише Савелића                        | Скопље          | Борцу НОВЈ, Периши Савелићу | Борис и Цвета Николовски, 1975.                                                | —        |
|                                                                                  | Споменик на месту куће у којој су одржавани састанци руководилаца НОП-а | Скопље          | Првоборцима Пери Накову и Панче Пешеву, убијенима од стране бугарских војника 1941.                                                | —                                                                              | —        |
|                                                                                  | Споменик Народноослободилачком рату                                     | Тетово          | Погинулим борцима НОВЈ и женама учесницама НОБ                                                                                     | вајарка Борка Аврамова, 1961.                                                  | —        |
|                                                                                  | Споменик ослободиоцима Скопља                                           | Скопље          | Борцима НОВЈ погинулим за ослобођење Скопља 1944.                                                                                  | вајар Иван Мирковић, 1955.                                                     | —        |
|                                                                                  | Споменик палим борцима                                                  | Белчишта        | Борцима НОВЈ погинулим у НОБ | —                                                                              | —        |
|                                                                                  | Споменик палим борцима                                                  | Битољ           | Борцима НОВЈ погинулим у НОБ | —                                                                              | —        |
|                                                                                  | Споменик палим борцима                                                  | Брвеница        | Борцима НОВЈ погинулим у НОБ | —                                                                              | —        |
|                                                                                  | Споменик палим борцима                                                  | Вруток          | Борцима НОВЈ погинулим у НОБ | —                                                                              | —        |
|                                                                                  | Споменик палим борцима                                                  | Дебар           | Борцима НОВЈ погинулим у НОБ | —                                                                              | —        |
|                                                                                  | Споменик палим борцима                                                  | Делчево         | Борцима НОВЈ погинулим у НОБ | —                                                                              | —        |
|                                                                                  | Споменик палим борцима                                                  | Железна Река    | Борцима НОВЈ погинулим у НОБ | —                                                                              | —        |
|                                                                                  | Споменик палим борцима                                                  | Железнец        | Борцима НОВЈ погинулим у НОБ | —                                                                              | —        |
|                                                                                  | Споменик палим борцима                                                  | Зубовце         | Борцима НОВЈ погинулим у НОБ | —                                                                              | —        |
|                                                                                  | Споменик палим борцима                                                  | Крива Паланка   | Борцима НОВЈ погинулим у НОБ | —                                                                              | —        |
|                                                                                  | Споменик палим борцима и жртвама фашизма                                | Леуново         | Борцима НОВЈ погинулим у НОБ и жртвама фашизма                                                                                     | вајар Томе Серафимовски                                                        | —        |
|                                                                                  | Споменик палим борцима                                                  | Македонски Брод | Борцима НОВЈ погинулим у НОБ | 1981.                                                                          | —        |
|                                                                                  | Споменик палим борцима                                                  | Модрич          | Борцима НОВЈ погинулим у НОБ | 1977.                                                                          | —        |
|                                                                                  | Споменик палим борцима                                                  | Мраморец        | Борцима НОВЈ погинулим у НОБ | —                                                                              | —        |
|                                                                                  | Споменик палим борцима                                                  | Никифорово      | Борцима НОВЈ, погинулим 19. августа 1943.                                                                                          | —                                                                              | —        |
|                                                                                  | Споменик палим борцима                                                  | Ново Село       | Борцима Партизанског одреда „Кораб“, погинулим 27. априла 1943.                                                                    | вајар Томе Серафимовски                                                        | —        |
|                                                                                  | Споменик палим борцима                                                  | Подмочани       | Борцима НОВЈ погинулим у НОБ | 1975.                                                                          | —        |
|                                                                                  | Споменик палим борцима                                                  | близина Прилепа | Борцима партизанског одреда „Борко Талески“                                                                                        | —                                                                              | —        |
|                                                                                  | Споменик палим борцима                                                  | Радиовце        | Борцима НОВЈ погинулим у НОБ | —                                                                              | —        |
|                                                                                  | Споменик палим борцима                                                  | Русјаци         | Пет бораца Прве македонско-косовске бригаде НОВЈ, које су на том месту, новембра 1943, мучили и убили бугарски окупаторски војници | —                                                                              | —        |
|                                                                                  | Споменик палим борцима                                                  | Свети Николе    | Борцима НОВЈ погинулим у НОБ | —                                                                              | —        |
|                                                                                  | Споменик палим борцима                                                  | Скопље          | Борцима НОВЈ погинулим у НОБ | —                                                                              | —        |
|                                                                                  | Споменик палим борцима                                                  | Србиново        | Борцима НОВЈ погинулим у НОБ | —                                                                              | —        |
|                                                                                  | Споменик палим борцима                                                  | Стенче          | Борцима НОВЈ погинулим у НОБ | 1980.                                                                          | —        |
|                                                                                  | Споменик палим борцима                                                  | Струга          | Борцима НОВЈ погинулим у НОБ | архитекта Војислав Васиљевић, 1974.                                            | —        |
|                                                                                  | Споменик палим борцима                                                  | Струмица        | Борцима НОВЈ погинулим у НОБ | вајар Илија Аџмовски                                                           | —        |
|                                                                                  | Споменик палим борцима                                                  | Трница          | Борцима НОВЈ погинулим у НОБ | —                                                                              | —        |
|                                                                                  | Споменик палом борцу                                                    | Скопље          | Борцу НОВЈ, Благоје Деспотовску | —                                                                              | —        |
|                                                                                  | Споменик Петнаестој македонској бригади                                 | Крушево         | Оснивању Петнаесте македонске бригаде                                                                                              | —                                                                              | —        |
|                                                                                  | Споменик Првој македонско-косовској бригади                             | Сливово         | Првој македонско-косовској бригади                                                                                                 | вајар Јордан Грабулоски                                                        | —        |
|                                                                                  | Споменик Президијуму АСНОМ-а                                            | Скопље          | Учесницима Првог заседања АСНОМ-а 1944.                                                                                            | вајар Слободан Милошевски, 2012.                                               | —        |
|                                                                                  | Споменик Преспанском саветовању                                         | Отешево         | Преспанском саветовању | вајар Јордан Грабулоски, 1973.                                                 | —        |
|                                                                                  | Споменик Револуцији                                                     | Белчишта        | слободној територији Дебарца, жртвама фашизма и борцима НОВЈ погинулим у НОБ                                                       | вајар Јордан Грабулоски, 1958.                                                 | —        |
|                                                                                  | Споменик Револуцији                                                     | Куманово        | Борцима НОВЈ погинулим у НОБ | вајар Коста Ангели Радовани, 1951-1962.                                        | —        |
|                                                                                  | Споменик „Слобода“                                                      | Ђевђелија       | Жртвама фашизма и борцима НОВЈ погинулим у НОБ                                                                                     | вајар Јордан Грабулоски, 1969.                                                 | —        |
|                                                                                  | Споменик стрељаним омладинцима                                          | Ваташа          | Дванаест омладинаца-антифашиста стрељаних од стране бугарских фашиста 16. јуна 1943. године                                        | вајар Јордан Грабулоски, 1962.                                                 | —        |

## Споменици народним херојима и истакнутим учесницима НОП-а
| Споменици посвећени народним херојима и истакнутим учесницима НОП-а на територији Северне Македоније |                            |                     |                                |                                       |
| Слика                                                                                                | назив споменика            | локација            | аутор/и и година постављања    | напомена                              |
| | Исеин Акиноски             | Кичево              | —                              | —                                     |
| | Методија Андонов Ченто     | Прилеп              | —                              | —                                     |
| | Методија Андонов Ченто     | Скопље              | 2010.                          | —                                     |
| | Мирче Ацев                 | Прилеп              | —                              | —                                     |
| | Спас Банџов                | Охрид               | —                              | —                                     |
| | Драге Богески              | Кичево              | —                              | —                                     |
| | Живко Брајковски           | Трница              | —                              | —                                     |
| | Панко Брашнаров            | Велес               | вајар Петар Хаџи Бошков, 2004. | —                                     |
| | Јосип Броз Тито            | Скопље              | вајар Антун Аугустинчић, 2013. | —                                     |
| | Јосип Броз Тито            | Тетово              | —                              | —                                     |
| | Димитар Богоевски          | Охрид               | —                              | —                                     |
| | Борко Велевски             | Прилеп              | —                              | —                                     |
| | Круме Волнаровски          | Прилеп              | —                              | —                                     |
| | Киро Гаврилоски            | Прилеп              | —                              | —                                     |
| | Петре Гончески             | Струга              | —                              | —                                     |
| | Трајче Дојчиноски          | Белчишта            | —                              | —                                     |
| | Андон Дуков                | Охрид               | —                              | —                                     |
| | Мише Ивановски             | Крушево             | —                              | —                                     |
| | Иле Илески                 | Прилеп              | —                              | —                                     |
| | Благоја Јанков Мучето      | Струмица            | —                              | —                                     |
| | Крсте Јованоски            | Струга              | —                              | —                                     |
| | Јосиф Јосифовски Свештарот | Ресан               | —                              | —                                     |
| | Јосиф Јосифовски Свештарот | Струмица            | —                              | —                                     |
| | Кузман Јосифовски Питу     | Прилеп              | —                              | —                                     |
| | Кузман Јосифовски Питу     | Прилеп              | —                              | —                                     |
| | Кузман Јосифовски Питу     | Прилеп              | вајар Жарко Башески, 2011.     | —                                     |
| | Кузман Јосифовски Питу     | Скопље              | 2013.                          | —                                     |
| | Кузман Јосифовски Питу     | Струга              | —                              | —                                     |
| | Вера Јоцић                 | Македонска Каменица | вајар Томе Серафимовски        | —                                     |
| | Вера Јоцић                 | Скопље              | Вида Јоцић                     | —                                     |
| | Мице Козароски Јандре      | Прилеп              | —                              | —                                     |
| | Лазар Колишевски           | Свети Николе        | 2001.                          | —                                     |
| | Димче Кошаркоски           | Струга              | —                              | —                                     |
| | Тошо Куковски              | Кратово             | —                              | —                                     |
| | Никола Кукунешовски        | Струга              | —                              | —                                     |
| | Рампо Левков               | Прилеп              | —                              | —                                     |
| | Рампо Левков               | Прилеп              | —                              | —                                     |
| | Разме Малески              | Струга              | —                              | —                                     |
| | Манчу Матак                | Крушево             | —                              | —                                     |
| | Димче Мирчев               | Велес               | —                              | —                                     |
| | Јанко Михајлоски Јанчица   | Кичево              | —                              | —                                     |
| | Јове Михајловски           | Кратово             | —                              | —                                     |
| | Олга Мицеска               | Кичево              | —                              | —                                     |
| | Стеван Наумов Стив         | Битољ               | —                              | —                                     |
| | Ибе Паликућа               | Дебар               | —                              | —                                     |
| | Ибе Паликућа               | Кичево              | —                              | —                                     |
| | Иса Пелар                  | Струга              | —                              | —                                     |
| | Петре Пирузе               | Охрид               | —                              | —                                     |
| | Боро Поцков                | Струмица            | —                              | —                                     |
| | П... (1911-1944)           | Кичево              | —                              | разбијена плоча с именом и презименом |
| | Коста Рацин                | Велес               | вајар Томе Серафимовски, 2002. | —                                     |
| | Коста Рацин                | Велес               | вајар Димо Тодоровски, 1968.   | —                                     |
| | Јово Стефановски           | Струга              | —                              | —                                     |
| | Левко Стефаноски Тарзан    | Кичево              | —                              | —                                     |
| | Благоја Страчковски        | Велес               | —                              | —                                     |
| | Борко Талески              | Прилеп              | —                              | —                                     |
| | Лазо Филипоски             | Прилеп              | —                              | —                                     |
| | Чеде Филиповски            | Гостивар            | —                              | —                                     |
| | Тане Цалески               | Кичево              | —                              | —                                     |
| | Герас Цунев                | Струмица            | —                              | —                                     |
| | Јордан Чопела              | Прилеп              | —                              | —                                     |
| | Боро Шајн                  | Струга              | —                              | —                                     |